# Salix spathulifolia
Salix spathulifolia är en videväxtart som beskrevs av Karl Otto von Seemen. Salix spathulifolia ingår i släktet viden, och familjen videväxter. Inga underarter finns listade i Catalogue of Life.